# Wiesław Bielak

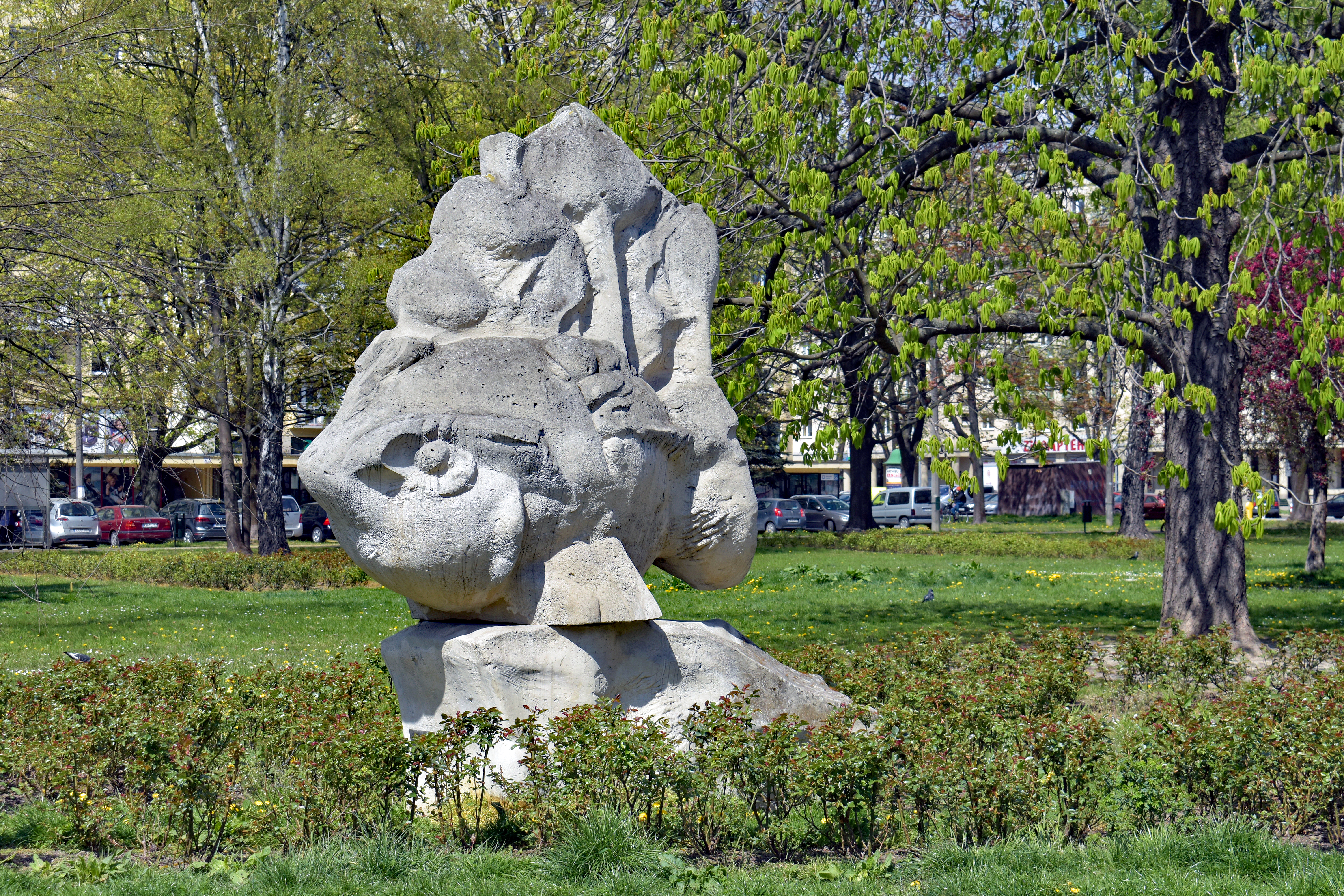
Kraków Park Ratuszowy rzeźba Akwarium autor Wiesław Bielak 1975

Wiesław Bielak (ur. 25 marca 1943 w Dębinie, zm. 19 kwietnia 2022) – polski artysta rzeźbiarz, profesor zwyczajny Akademii Sztuk Pięknych w Krakowie.

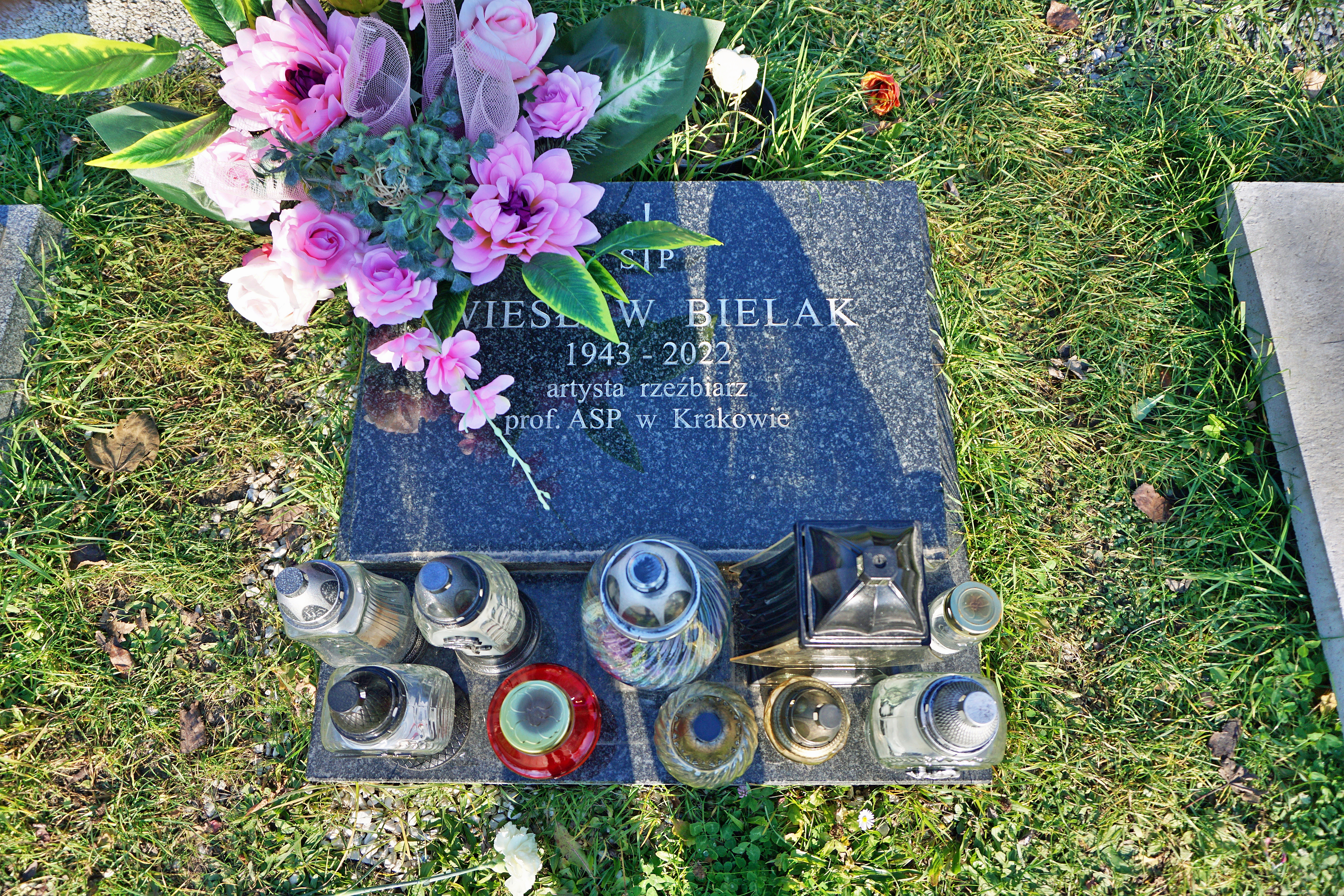
Grób Wiesława Bielaka na cmentarzu wojskowym przy ul. Prandoty w Krakowie

Studiował w Krakowskiej Akademii Sztuk Pięknych na Wydziale Rzeźby w latach 1963-69. Dyplom uzyskał w roku 1969. Był członkiem Związku Polskich Artystów Plastyków aż do jego rozwiązania. Był członkiem Związku Artystów Rzeźbiarzy oraz członkiem Stowarzyszenia Twórczego Artystyczno-Literackiego. Prowadził samodzielnie Pracownię Rzeźby w Kamieniu na Wydziale Rzeźby.
Uprawiał medalierstwo, małą formę rzeźbiarską, rzeźbę monumentalną oraz rysunek. Wykonał liczne realizacje rzeźbiarskie i medalierskie w kraju i zagranicą.

## Odznaczenia[3]
- Złoty Krzyż Zasługi – 2007
- Odznaka „Honoris Gratia” – 2009
- Medal Komisji Edukacji Narodowej – 2011
- Krzyż kawalerski Orderu Odrodzenia Polski – 2013

## Wybrane wystawy

### Indywidualne
- Małe formy rzeźbiarskie i medalierstwo, Galeria Kramy Dominikańskie, Kraków 1986 r.,
- Wystawa retrospektywna rzeźby z lat 1969–1998, Pałac Sztuki, Kraków 1998 r.,
- Wystawa rzeźby – Dworek Białoprądnicki, Kraków 2001 r.,
- Wystawa rzeźby – Radio Kraków, Kraków 2001 r.,
- Rzeźba portretowa „Osobowości” – Hotel Royal, Kraków 2003 r.

### Zbiorowe
- „Rzeźba roku”, Kraków, 1987, 1988,
- Festiwal Młodej Rzeźby, Malarstwa i Grafiki, Sopot 1970,
- Wystawa – konkurs ceramiki artystycznej, Italia 1970,
- Ogólnopolska Wystawa Rzeźby, Warszawa, 1970,
- Ogólnopolska Wystawa Młodych, Kraków 1971,
- Wystawa Młodych Rzeźbiarzy z Krakowa, Wrocław 1972,
- Sport w Sztukach Pięknych, Hiszpania 1973,
- Krakowskie Malarstwo i Rzeźba w XXX-lecie PRL, Kraków 1974,
- 30-ta Rocznica Zwycięstwa nad Faszyzmem, Warszawa 1975,
- FIDEM Kraków, 1975,
- Medalierstwo Krakowskie, Szwecja, 1978, USA 1979, RFN 1979,
- Biennale medalierstwa, Italia 1979,
- Sport w Sztukach Pięknych, Hiszpania 1979,
- Wystawa Stypendystów HiL, Kraków 1979,
- 35-lecie PRL, Warszawa 1979,
- Medalierstwo Krakowskie, Anglia 1980,
- Wystawa poplenerowa, Kraków 1980,
- Medalierstwo Krakowskie, RFN 1982 i 1983,
- Wystawa Sztuki Religijnej, Kraków 1983,
- Wystawa Życie, Kraków 1983,
- Biennale Małych Form Rzeźbiarskich, Poznań 1983, 1987,
- Biennale Małych Form Rzeźbiarskich, Czechosłowacja 1984,
- Ogólnopolska Wystawa Medalu Religijnego, Warszawa 1984,
- Ogólnopolska Wystawa Srebra, 1984,
- Salon Zimowy Rzeźby, Warszawa, Galeria ZAR 1988, 1993, 1995, 1996,
- Inter Art.: Targi Sztuki Krajów Socjalistycznych, Poznań 1985,
- Salon Zimowy Rzeźby, Warszawa, Galeria ZAR 1986, 1988, 1992, 1993, 1995, 1996,
- Ogólnopolska Wystawa medalierstwa, Warszawa 1988 i Toruń 1988,
- Medalierstwo Polskie, RFN 1988,
- Międzynarodowe Biennale Medalierstwa, Italia 1988,
- Wystawa Zbiorowa z Krakowa: Małe Formy Rzeźbiarskie, Austria 1988,
- Medalierstwo i małe formy rzeźbiarskie, Szwecja 1988,
- Medalierstwo polskie la osiemdziesiątych, West Berlin, 1990
- Rzeźba środowiska krakowskiego, Gdańska Galeria Rzeźby, Gdańsk 1990,
- Wystawa rzeźby i malarstwa pracowników dydaktycznych Wydziałów Rzeźby i Malarstwa ASP w Krakowie, Kraków 1991,
- Medalierstwo polskie lat osiemdziesiątych ze Zbiorów Muzeum Medalierstwa Współczesnego, Wrocław 1991 i Kraków 1991,
- Wystawa „W obronie Wolności” – Warszawa Galeria ZAR 1994,
- Wystawa malarstwa, grafiki i rzeźby pedagogów ASP w Krakowie w 175-lecie Akademii – Ronneby (Szwecja) 1995,
- VI Krakowskie Triennale Rzeźby Religijnej – Kraków 1995,
- Wystawa Malarstwa i Rzeźby pedagogów ASP w Krakowie – Muzeum Miejskie w Zabrzu – 1996,
- VII Krakowskie Triennale Rzeźby Religijnej – Muzeum Archidiecezjalne – Kraków 1998,
- Wystawa Pedagogów w 180-lecie Akademii Sztuk Pięknych w Krakowie – Kraków – Pałac Sztuki 1998 r.,
- Targi Antykwaryczne i Sztuki Współczesnej – Kraków, Bunkier Sztuki 2004 r. (prezentacja rzeźby).